# 켄 폴릿

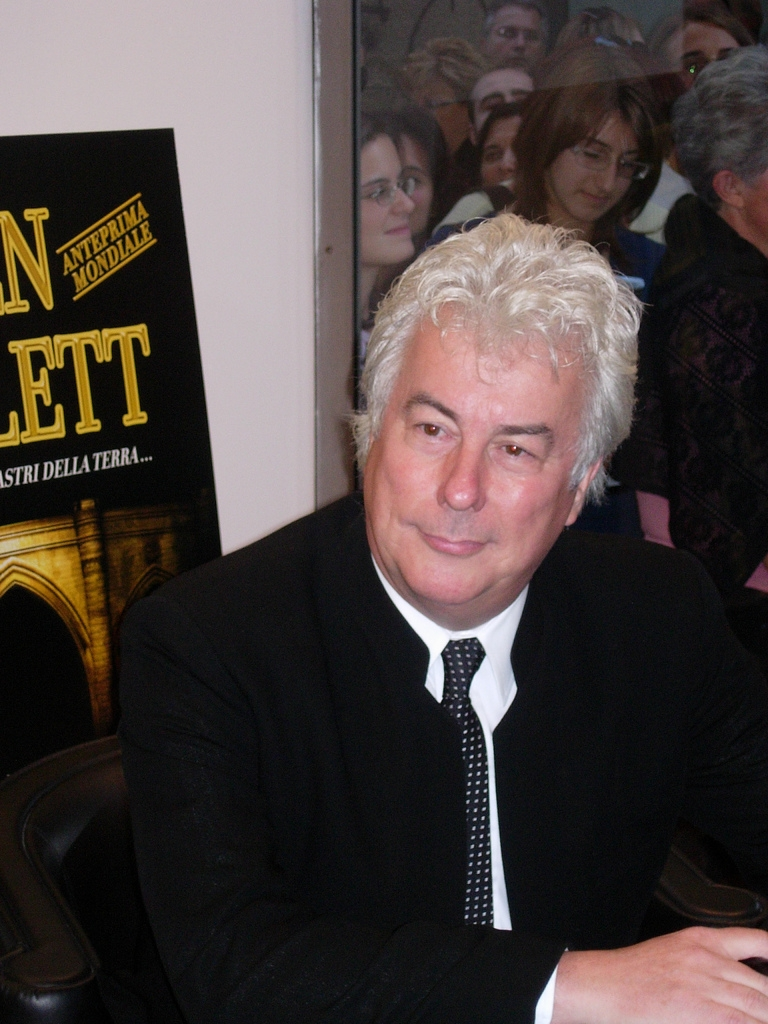
켄 폴릿

케네스 마틴 폴릿(Kenneth Martin Follett, 1949년 6월 5일 ~ )는 영국의 소설가이다.